# J. Peter Neary
J. Peter Neary (11 de febrero de 1950-16 de junio de 2021) fue un economista especializado en comercio internacional. Es profesor de economía en la Universidad de Oxford. Anteriormente fue profesor en el University College de Dublín, entre 1980 y 2006.
Neary estudió en el University College de Dublín y recibió su doctorado en Oxford en 1978. Fue editor de la European Economic Review (1986-1990).
Junto con W. Max Corden, desarrolló en 1982 el modelo clásico que describe el mal holandés.

## Principales publicaciones
- (con S van Wijnbergen, ed, 1986), Natural Resources and the Macroeconomy, Blackwell/MIT Press. ISBN 0262140411
- (con W J Ethier, E Helpman, ed, 1993), Theory, Policy and Dynamics in International Trade: Essays in Honor of Ronald W Jones, Cambridge University Press. ISBN 0521434424
- (ed, 1995), Readings in International Trade, Volume 1: Welfare and Trade Policy, Volume 2: Production Structure, Trade and Growth, Edward Elgar. ISBN 978 1 85278 361 7
- (con James E. Anderson, 2005), Measuring the Restrictiveness of International Trade Policy, MIT Press. ISBN 9780262012201